# Harpactognathus
Harpactognathus is een geslacht van uitgestorven pterosauriërs behorend tot de Rhamphorhynchidae dat in het Laat-Jura leefde in het gebied van het huidige Noord-Amerika. De enige benoemde soort is Harpactognathus gentryii.

## Vondst en naamgeving
De typesoort Harpactognathus gentryii is in 2003 beschreven en benoemd door Kenneth Carpenter. De geslachtsnaam is afgeleid van het Klassiek Griekse harpadzein, 'snel grijpen' en gnathos, 'kaak'. De soortaanduiding eert de ontdekker van het fossiel, Joe Gentry, een vrijwilliger die meedeed aan veldwerk van de Western Paleontological Laboratories te Utah. Zijn naam werd gelatiniseerd en vandaar de dubbele 'i'.

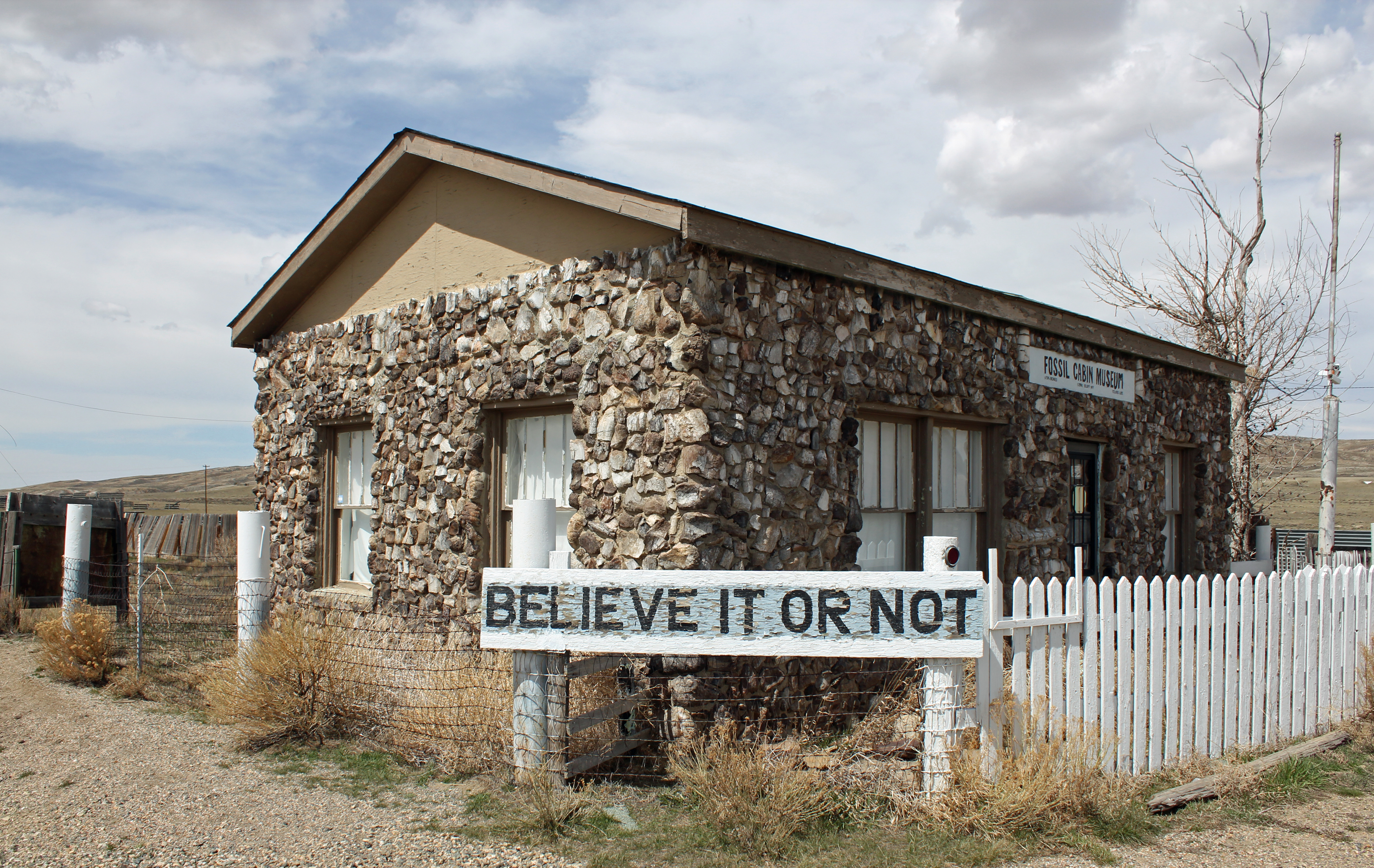
De Bone Cabin waarvan de wanden deels uit fossielen zijn opgetrokken

Het holotype NAMAL 101 in 1996 gevonden in de Bone Cabin Quarry (Albany County, Wyoming) van de Upper Salt Washafzetting van de Morrisonformatie (Kimmeridgien), bestaat uit een snuit (rostrum, in dit geval met het voorste deel van de praemaxillae). Het werd pas in 1998 herkend als onderdeel van een pterosauriër en gemeld in de wetenschappelijke literatuur.
In 1999 werd onderkend dat zich onder het materiaal ook een onderkaak van een pterosauriër bevond, die op een meter van holotype was gevonden, alsmede een opperarmbeen. Gemeend werd dat de onderkaak zo van de bovenkaak afweek dat het niet tot het holotype zou kunnen behoren. In 2014 echter wees Stephen Christopher Bennett deze vondsten toch aan Harpactognathus toe.

## Beschrijving

### Grootte en onderscheidende kenmerken
Harpactognathus heeft een vleugelspanwijdte van minstens 2,5 meter, wat hem de grootste bekende scaphognathine zou maken.
De beschrijvers stelden enkele onderscheidende kenmerken vast. De snuit draagt een dunne middenkam die van de snuitpunt tot achter de neusgaten loopt. De fenestra antorbitalis wordt aan de voorzijde begrensd door een ondiepe driehoekige uitholling. De zijwand van de snuit is golvend ingesprongen tussen wijd uiteen staande tandkassen. De onderrand van de bovenkaak is golvend en diep ingesnoerd ter hoogte van de neusgaten.

### Schedel
De hele schedel zal een lengte gehad hebben van zo'n 28 à 30 centimeter.
De snuit is breder dan hoog en loopt naar voren spits toe maar is iets afgerond. Ook de bovenkant nadert in een geleidelijke curve de punt terwijl de kaakrand daar naar boven buigt zodat het geheel een platte schepachtige vorm heeft. Boven op de snuit loopt een lage kam of richel over de middenlijn naar de punt; zo'n structuur is vrij normaal bij pterosauriërs maar dat die helemaal de snuitpunt bereikt is uniek. De kam is 'wafeldun' en heeft de vorm van een snijrand. De kam heeft een constante hoogte. De zijkanten van de kam zijn vlak met fijne duidelijk gescheiden groeven. Het is niet waarneembaar waar achteraan de kam eindigt dus in beginsel zou die kunnen overgaan in een kam op het schedeldak. De zijwanden van de snuit zijn sterk gebold. Er is onder de fenestra antorbitalis een rechthoekige uitholling met onderaan een tandkas. Het bovenkaaksbeen heeft een horizontale tak richting jukbeen en een schuin omhoog en naar achteren gerichte robuuste tak naar het neusbeen. In hun hoek bevindt zich een kleine driehoekige uitholling, deel van de fossa antorbitalis. De neusopeningen zijn smal en langwerpig, slechts door dunne takken van de praemaxillae van elkaar gescheiden. Bij het neusgat loopt de onderrand horiontaal; de achterrand loopt schuin naar achter en boven. Vooraan maken deze randen een scherpe hoek zodat het neusgat de vorm krijgt van een driehoek met een voorste spitse punt. Ook de schedelopening van de fenestra antorbitalis vormt een driehoek maar vooraan met een minder scherpe hoek van zo'n 45°.

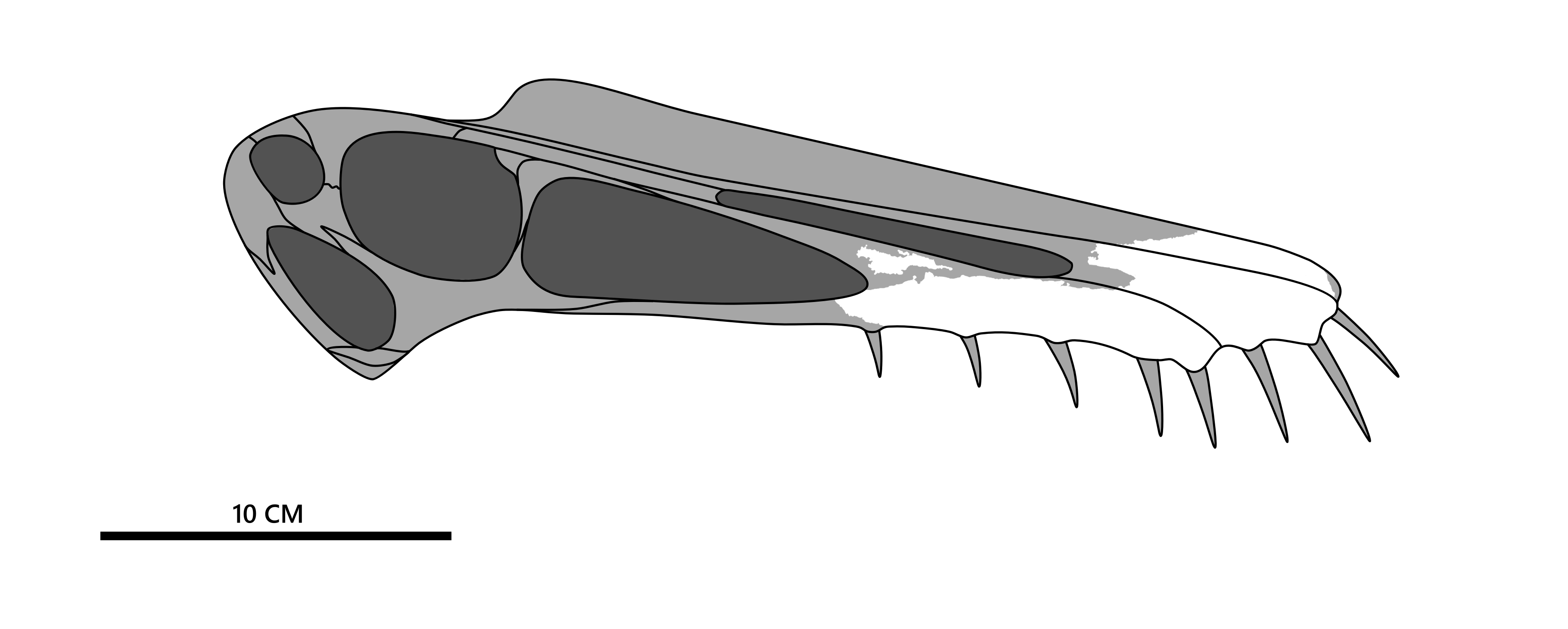
Diagram van de bewaarde fragmenten van de schedel

Het verhemelte vormt een diep gewelfde plaat. Aan de zijkanten sluit die haaks aan bij de kaakranden. Meer naar voren buigen de randen van het verhemelte naar boven omdat het middendeel niet volledig de kromming van de voorste kaakranden volgt. Achteraan wordt het verhemelte doorboord door de langwerpige ovale gepaarde choanae, de interne neusgaten die en verbinding vormen tussen de externe neusgaten en de mondholte. De choanae zijn gescheiden door dunne gepaarde ploegschaarbeenderen. De choanae worden aan de buitenzijde begrensd door smalle platte achterste takken van de verhemeltebeenderen. De choanae lopen naar voren door tot aan de zesde tand.
In het bewaarde deel van de bovenkaken staan, tamelijk wijd uit elkaar en onregelmatig verspreid, zes vrij grote tanden per zijde; de tandkassen zijn in het fossiel echter leeg of de tanden zijn afgebroken. Aan de linkerzijde lijkt de grens zichtbaar te zijn van een zevende tandkas. De tanden waren bij leven waarschijnlijk middelgroot, kegelvormig en naar achteren gebogen. Het eerste tandenpaar is echter zo'n 30° naar voren gericht door de buiging van kaakrand; het tweede en derde paar ongeveer 15°. Deze tanden staan ook wat zijwaarts uit. De tandkassen steken in een geleidelijke bolling sterk uit van de kaakrand zodat die een extreem golvend profiel krijgt. Bij de eerste, tweede en zesde tand hebben de tandkassen een cirkelvormige doorsned; bij de derde, vierde en vijfde tand is de doorsnede een overdwars afgeplatte ovaal, tweemaal langer dan breed. Van de eerste tot en met vierde tand neemt de grootte toe: de vierde tandkas heeft de dubbele doorsnede van de eerste. De achterste tanden staan relatief ver uit elkaar, gelijk aan ongeveer drie tot viermaal de tandbreedte. Bij de voorste tanden is de tussenafstand minder.
Het gevonden stuk onderkaak is laag en puntig. Het bevat zeven tandkassen per zijde. De, niet bewaarde, tanden stonden dicht op elkaar en waren verticaal gericht. Dat was de hoofdreden het niet als deel van het holotype te beschouwen waarvan de tanden immers ruim uit elkaar staan. Bennett wees er echter op dat de tanden gezien de geringe hoogte van de kaak kort moeten zijn geweest en dus een occlusie toch mogelijk was. Een overeenkomst met de bovenkaak is in ieder geval dat de tanden overdwars afgeplat zijn, afwijkend van de in doorsnede ronde tanden bij Scaphognathus. Opmerkelijk is dat het beschrijvende artikel een reconstructie van de schedel bevat met eronder het kaakfragment afgebeeld, zonder verdere uitleg

## Fylogenie

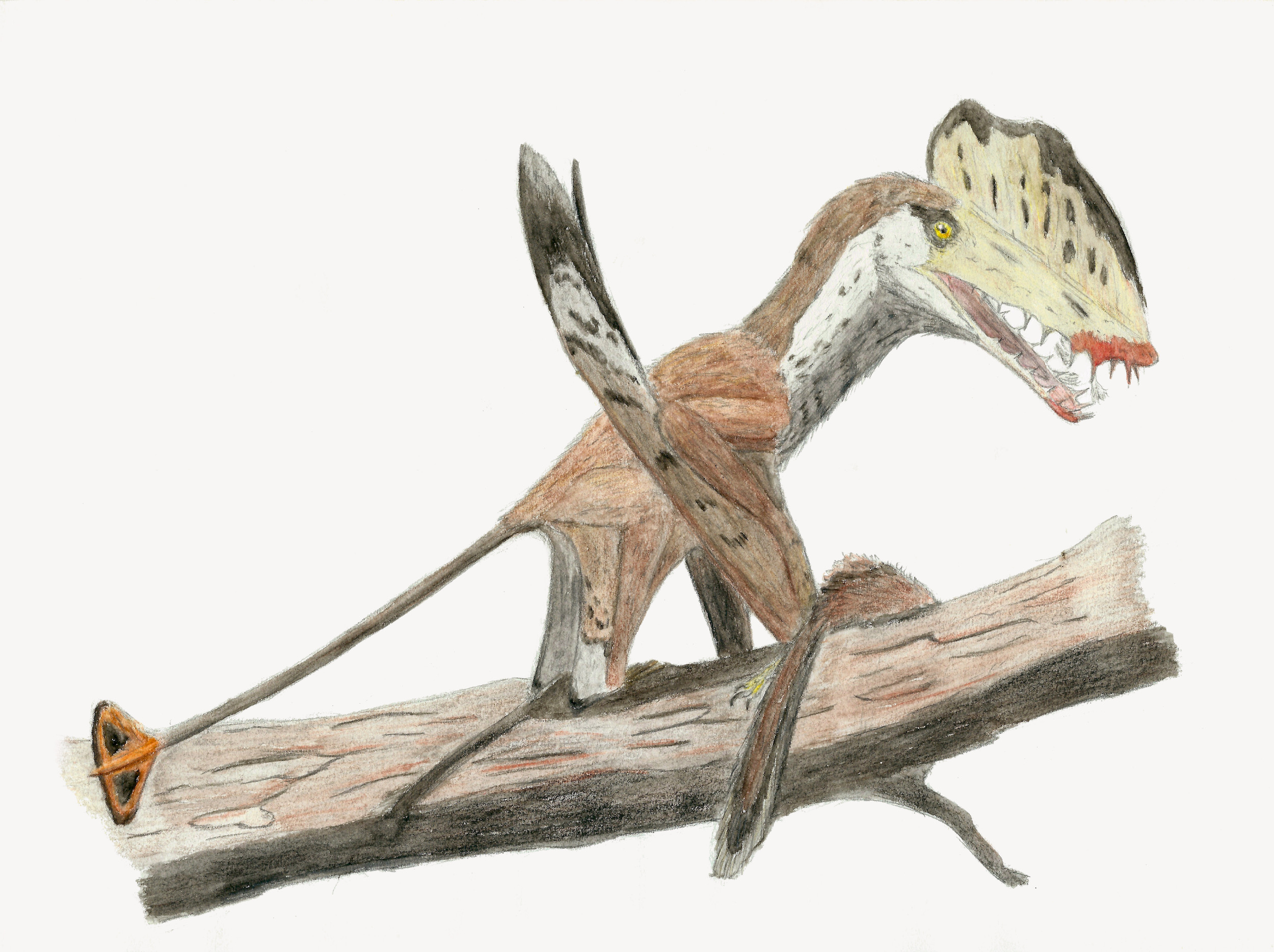
In staande positie met een verlengende hoornplaat op de benige snuitkam

Harpactognathus was een rhamphorhynchide en is door de beschrijvers in de nauwere groep van de Scaphognathinae geplaatst omdat hij het kenmerk deelt van negen of minder paar tanden in de snuit: er zou in het verloren gegane gedeelte volgens de beschrijvers nog hoogstens ruimte geweest zijn voor twee paar extra, dus een totaal van acht paar. Ook de platte snuit waarin verhemelte, bovenkant en kaakrand naar elkaar buigen, wordt verder alleen aangetroffen bij Scaphognathus. Volgens een kladistische studie van Brian Andres uit 2010 echter, is Harpactognathus een lid van de Rhamphorhynchinae en een nauwe verwant van Cacibupteryx en Sericipterus, volgens zijn analyse uit 2014 binnen een Angustinaripterini. Harpactognathus is de oudste pterosauriër die in de Morrisonformatie is aangetroffen.
Een studie uit 2013 leverde het volgende kladogram op.
|  | Scaphognathus crassirostris |
|  |                             |

|  | Cacibupteryx caribensis   |
|  |                           |
|  | Nesodactylus hesperius    |
|  |                           |
|  | Rhamphorhynchus muensteri |
|  |                           |

|  | Harpactognathus gentryii                                                                       |
|  |                                                                                                |
|  | \| \| Angustinaripterus longicephalus \| \| \| \| \| \| Sericipterus wucaiwanensis \| \| \| \| |
|  |                                                                                                |
|  | Angustinaripterus longicephalus                                                                |
|  |                                                                                                |
|  | Sericipterus wucaiwanensis                                                                     |
|  |                                                                                                |

|  | Angustinaripterus longicephalus |
|  |                                 |
|  | Sericipterus wucaiwanensis      |
|  |                                 |

|  | Cacibupteryx caribensis   |
|  |                           |
|  | Nesodactylus hesperius    |
|  |                           |
|  | Rhamphorhynchus muensteri |
|  |                           |

|  | Harpactognathus gentryii                                                                       |
|  |                                                                                                |
|  | \| \| Angustinaripterus longicephalus \| \| \| \| \| \| Sericipterus wucaiwanensis \| \| \| \| |
|  |                                                                                                |
|  | Angustinaripterus longicephalus                                                                |
|  |                                                                                                |
|  | Sericipterus wucaiwanensis                                                                     |
|  |                                                                                                |

|  | Angustinaripterus longicephalus |
|  |                                 |
|  | Sericipterus wucaiwanensis      |
|  |                                 |

|  | Cacibupteryx caribensis   |
|  |                           |
|  | Nesodactylus hesperius    |
|  |                           |
|  | Rhamphorhynchus muensteri |
|  |                           |

|  | Harpactognathus gentryii                                                                       |
|  |                                                                                                |
|  | \| \| Angustinaripterus longicephalus \| \| \| \| \| \| Sericipterus wucaiwanensis \| \| \| \| |
|  |                                                                                                |
|  | Angustinaripterus longicephalus                                                                |
|  |                                                                                                |
|  | Sericipterus wucaiwanensis                                                                     |
|  |                                                                                                |

|  | Angustinaripterus longicephalus |
|  |                                 |
|  | Sericipterus wucaiwanensis      |
|  |                                 |

|  | Cacibupteryx caribensis   |
|  |                           |
|  | Nesodactylus hesperius    |
|  |                           |
|  | Rhamphorhynchus muensteri |
|  |                           |

|  | Harpactognathus gentryii                                                                       |
|  |                                                                                                |
|  | \| \| Angustinaripterus longicephalus \| \| \| \| \| \| Sericipterus wucaiwanensis \| \| \| \| |
|  |                                                                                                |
|  | Angustinaripterus longicephalus                                                                |
|  |                                                                                                |
|  | Sericipterus wucaiwanensis                                                                     |
|  |                                                                                                |

|  | Angustinaripterus longicephalus |
|  |                                 |
|  | Sericipterus wucaiwanensis      |
|  |                                 |

|  | Scaphognathus crassirostris |
|  |                             |

|  | Cacibupteryx caribensis   |
|  |                           |
|  | Nesodactylus hesperius    |
|  |                           |
|  | Rhamphorhynchus muensteri |
|  |                           |

|  | Harpactognathus gentryii                                                                       |
|  |                                                                                                |
|  | \| \| Angustinaripterus longicephalus \| \| \| \| \| \| Sericipterus wucaiwanensis \| \| \| \| |
|  |                                                                                                |
|  | Angustinaripterus longicephalus                                                                |
|  |                                                                                                |
|  | Sericipterus wucaiwanensis                                                                     |
|  |                                                                                                |

|  | Angustinaripterus longicephalus |
|  |                                 |
|  | Sericipterus wucaiwanensis      |
|  |                                 |

|  | Cacibupteryx caribensis   |
|  |                           |
|  | Nesodactylus hesperius    |
|  |                           |
|  | Rhamphorhynchus muensteri |
|  |                           |

|  | Harpactognathus gentryii                                                                       |
|  |                                                                                                |
|  | \| \| Angustinaripterus longicephalus \| \| \| \| \| \| Sericipterus wucaiwanensis \| \| \| \| |
|  |                                                                                                |
|  | Angustinaripterus longicephalus                                                                |
|  |                                                                                                |
|  | Sericipterus wucaiwanensis                                                                     |
|  |                                                                                                |

|  | Angustinaripterus longicephalus |
|  |                                 |
|  | Sericipterus wucaiwanensis      |
|  |                                 |

|  | Cacibupteryx caribensis   |
|  |                           |
|  | Nesodactylus hesperius    |
|  |                           |
|  | Rhamphorhynchus muensteri |
|  |                           |

|  | Harpactognathus gentryii                                                                       |
|  |                                                                                                |
|  | \| \| Angustinaripterus longicephalus \| \| \| \| \| \| Sericipterus wucaiwanensis \| \| \| \| |
|  |                                                                                                |
|  | Angustinaripterus longicephalus                                                                |
|  |                                                                                                |
|  | Sericipterus wucaiwanensis                                                                     |
|  |                                                                                                |

|  | Angustinaripterus longicephalus |
|  |                                 |
|  | Sericipterus wucaiwanensis      |
|  |                                 |

|  | Cacibupteryx caribensis   |
|  |                           |
|  | Nesodactylus hesperius    |
|  |                           |
|  | Rhamphorhynchus muensteri |
|  |                           |

|  | Harpactognathus gentryii                                                                       |
|  |                                                                                                |
|  | \| \| Angustinaripterus longicephalus \| \| \| \| \| \| Sericipterus wucaiwanensis \| \| \| \| |
|  |                                                                                                |
|  | Angustinaripterus longicephalus                                                                |
|  |                                                                                                |
|  | Sericipterus wucaiwanensis                                                                     |
|  |                                                                                                |

|  | Angustinaripterus longicephalus |
|  |                                 |
|  | Sericipterus wucaiwanensis      |
|  |                                 |

|  | Scaphognathus crassirostris |
|  |                             |

|  | Cacibupteryx caribensis   |
|  |                           |
|  | Nesodactylus hesperius    |
|  |                           |
|  | Rhamphorhynchus muensteri |
|  |                           |

|  | Harpactognathus gentryii                                                                       |
|  |                                                                                                |
|  | \| \| Angustinaripterus longicephalus \| \| \| \| \| \| Sericipterus wucaiwanensis \| \| \| \| |
|  |                                                                                                |
|  | Angustinaripterus longicephalus                                                                |
|  |                                                                                                |
|  | Sericipterus wucaiwanensis                                                                     |
|  |                                                                                                |

|  | Angustinaripterus longicephalus |
|  |                                 |
|  | Sericipterus wucaiwanensis      |
|  |                                 |

|  | Cacibupteryx caribensis   |
|  |                           |
|  | Nesodactylus hesperius    |
|  |                           |
|  | Rhamphorhynchus muensteri |
|  |                           |

|  | Harpactognathus gentryii                                                                       |
|  |                                                                                                |
|  | \| \| Angustinaripterus longicephalus \| \| \| \| \| \| Sericipterus wucaiwanensis \| \| \| \| |
|  |                                                                                                |
|  | Angustinaripterus longicephalus                                                                |
|  |                                                                                                |
|  | Sericipterus wucaiwanensis                                                                     |
|  |                                                                                                |

|  | Angustinaripterus longicephalus |
|  |                                 |
|  | Sericipterus wucaiwanensis      |
|  |                                 |

|  | Cacibupteryx caribensis   |
|  |                           |
|  | Nesodactylus hesperius    |
|  |                           |
|  | Rhamphorhynchus muensteri |
|  |                           |

|  | Harpactognathus gentryii                                                                       |
|  |                                                                                                |
|  | \| \| Angustinaripterus longicephalus \| \| \| \| \| \| Sericipterus wucaiwanensis \| \| \| \| |
|  |                                                                                                |
|  | Angustinaripterus longicephalus                                                                |
|  |                                                                                                |
|  | Sericipterus wucaiwanensis                                                                     |
|  |                                                                                                |

|  | Angustinaripterus longicephalus |
|  |                                 |
|  | Sericipterus wucaiwanensis      |
|  |                                 |

|  | Cacibupteryx caribensis   |
|  |                           |
|  | Nesodactylus hesperius    |
|  |                           |
|  | Rhamphorhynchus muensteri |
|  |                           |

|  | Harpactognathus gentryii                                                                       |
|  |                                                                                                |
|  | \| \| Angustinaripterus longicephalus \| \| \| \| \| \| Sericipterus wucaiwanensis \| \| \| \| |
|  |                                                                                                |
|  | Angustinaripterus longicephalus                                                                |
|  |                                                                                                |
|  | Sericipterus wucaiwanensis                                                                     |
|  |                                                                                                |

|  | Angustinaripterus longicephalus |
|  |                                 |
|  | Sericipterus wucaiwanensis      |
|  |                                 |

|  | Scaphognathus crassirostris |
|  |                             |

|  | Cacibupteryx caribensis   |
|  |                           |
|  | Nesodactylus hesperius    |
|  |                           |
|  | Rhamphorhynchus muensteri |
|  |                           |

|  | Harpactognathus gentryii                                                                       |
|  |                                                                                                |
|  | \| \| Angustinaripterus longicephalus \| \| \| \| \| \| Sericipterus wucaiwanensis \| \| \| \| |
|  |                                                                                                |
|  | Angustinaripterus longicephalus                                                                |
|  |                                                                                                |
|  | Sericipterus wucaiwanensis                                                                     |
|  |                                                                                                |

|  | Angustinaripterus longicephalus |
|  |                                 |
|  | Sericipterus wucaiwanensis      |
|  |                                 |

|  | Cacibupteryx caribensis   |
|  |                           |
|  | Nesodactylus hesperius    |
|  |                           |
|  | Rhamphorhynchus muensteri |
|  |                           |

|  | Harpactognathus gentryii                                                                       |
|  |                                                                                                |
|  | \| \| Angustinaripterus longicephalus \| \| \| \| \| \| Sericipterus wucaiwanensis \| \| \| \| |
|  |                                                                                                |
|  | Angustinaripterus longicephalus                                                                |
|  |                                                                                                |
|  | Sericipterus wucaiwanensis                                                                     |
|  |                                                                                                |

|  | Angustinaripterus longicephalus |
|  |                                 |
|  | Sericipterus wucaiwanensis      |
|  |                                 |

|  | Cacibupteryx caribensis   |
|  |                           |
|  | Nesodactylus hesperius    |
|  |                           |
|  | Rhamphorhynchus muensteri |
|  |                           |

|  | Harpactognathus gentryii                                                                       |
|  |                                                                                                |
|  | \| \| Angustinaripterus longicephalus \| \| \| \| \| \| Sericipterus wucaiwanensis \| \| \| \| |
|  |                                                                                                |
|  | Angustinaripterus longicephalus                                                                |
|  |                                                                                                |
|  | Sericipterus wucaiwanensis                                                                     |
|  |                                                                                                |

|  | Angustinaripterus longicephalus |
|  |                                 |
|  | Sericipterus wucaiwanensis      |
|  |                                 |

|  | Cacibupteryx caribensis   |
|  |                           |
|  | Nesodactylus hesperius    |
|  |                           |
|  | Rhamphorhynchus muensteri |
|  |                           |

|  | Harpactognathus gentryii                                                                       |
|  |                                                                                                |
|  | \| \| Angustinaripterus longicephalus \| \| \| \| \| \| Sericipterus wucaiwanensis \| \| \| \| |
|  |                                                                                                |
|  | Angustinaripterus longicephalus                                                                |
|  |                                                                                                |
|  | Sericipterus wucaiwanensis                                                                     |
|  |                                                                                                |

|  | Angustinaripterus longicephalus |
|  |                                 |
|  | Sericipterus wucaiwanensis      |
|  |                                 |

## Levenswijze
Harpactognathus was wellicht een viseter. De lange tanden zijn geschikt om glibberige prooien te grijpen. De kam, die bij basale pterosauriërs niet vaak verbeend wordt aangetroffen, zou volgens de beschrijvers een signaalfunctie hebben gehad, wellicht als uitdrukking van een seksuele dimorfie. Dat de Morrison geen marine afzetting is, zou erop wijzen dat de Scaphognathinae zich specialiseerden in zoetwaterhabitats. Sommige onderzoekers menen dat de brede kaken ook zouden kunnen duiden op een dieet van landdieren.